# KÍ Klaksvík
Der KÍ Klaksvík, vollständiger Name Klaksvíkar Ítróttarfelag („Klaksvíker Sportverein“) ist einer der erfolgreichsten färöischen Fußballclubs, bei den Damen der erfolgreichste Verein.

## Geschichte

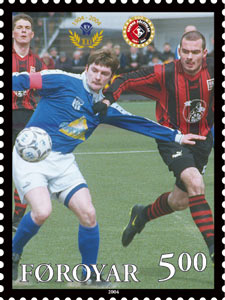
Erzrivalen seit 1911: KÍ Klaksvík (blau) und HB Tórshavn (rot-schwarz).

Ursprünglich wurde KÍ am 24. August 1904 in der Stadt Klaksvík als Tennisclub gegründet. Sein erstes Fußballspiel bestritt KÍ 1911 auswärts gegen HB Tórshavn und verlor hierbei mit 0:5. Seit Bestehen der färöischen Meisterschaft (1942) und der ersten Liga (1976) musste KÍ bis 2009 keinen Abstieg hinnehmen, 2010 spielt die Mannschaft das erste Mal in der zweiten Liga. KÍ hat ungefähr 900 Mitglieder, von denen ungefähr 400 aktiv sind.
Der KÍ hält seine Fans auf dem Archipel für die treuesten. 2001 wurde sogar ein KÍ-Fanclub in der Heimatstadt des Erzrivalen HB Tórshavn gegründet. KÍ ist neben Rekordmeister HB die zweiterfolgreichste Mannschaft der ersten färöischen Liga: 17 Mal konnten die Kicker die Trophäe auf die Nordinseln holen.
Am Dramatischsten war vielleicht der entscheidende Sieg 1972 im letzten Saisonspiel auf dem gegnerischen Rasen in Tórshavn. HB gelang im Jahr zuvor dasselbe Kunststück in Klaksvík. Doch 19 Jahre vergingen, bis KÍ 1991 wieder den Meistertitel errang – mit dem damals 19-jährigen Stürmer Todi Jónsson. Für Jónsson war dies der Anfang einer großen Fußballerkarriere. 2010 stieg KÍ Klaksvík mit vier Punkten Rückstand zum achten Platz erstmals aus der ersten Liga ab, im Jahr darauf gelang als Zweitplatzierter der 1. Deild der direkte Wiederaufstieg. 20 Jahre nach dem letzten Meistertitel erreichte KÍ 2019 wieder den ersten Platz in der obersten Spielklasse.
Am 24. September 2020 siegte KÍ in der dritten Qualifikationsrunde der UEFA Europa League mit 6:1 gegen Dinamo Tiflis. Damit zog KÍ als erster Verein von den Färöer-Inseln in die Play-offs der Europa League ein. Dort schied die Mannschaft mit 1:3 gegen den FC Dundalk aus.
2023 kam der Verein nach zwei Siegen gegen Ferencváros Budapest und BK Häcken in die dritte Qualifikationsrunde der UEFA Champions League und sicherte sich so zumindest die Teilnahme an der Gruppenphase der Conference League. Damit war mit KÍ seit 30 Jahren wieder eine Männermannschaft der Schafsinseln in der Endrunde des Europapokals vertreten. Zuletzt gelang dies 1993 HB Tórshavn. Nach einem Unentschieden und einer knappen Niederlage gegen Sheriff Tiraspol trat der Verein in der Saison 2023/24 in der Europa Conference League an.

## Trainer
| - Sölvi Óskarsson (1972) - Frimann Vilhjálmsson (1973) - Steinbjørn Jacobsen (1974) - Hans Erik Laumann (1976) - Tony Paris (1978) - Steinbjørn Jacobsen (1979) - Peter Kordt (1980) - Ole Hansen (1981) - Jørgen Markussen (1982) - Jens Hvidemose (1983–1984) - Peter Kordt (1985) - Olvheðin Jacobsen (1986) - Steffen Petersen (1987) - Jens Hvidemose (1988) - Manni Høgnesen (1989) - John Sigurð Joensen (1989) - Petur Simonsen (1989) - John Kramer (1990) - Petur Mohr (1991–1993) | - Sverri Jacobsen (1994–1995) - Jóannes Jakobsen (1996–1998) - Tony Paris (1999) - Tomislav Sivić (2000–2001) - Kurt Mørkøre (2002) - Jan Joensen (2003) - Ove Flindt Bjerg (2004–2005) - Oddbjørn Joensen (2005) - Tony Paris (2006–2007) - Trygvi Mortensen (2007) - Eyðun Klakstein (2007–2008) - Petur Mohr (2008) - Aleksandar Đorđević & Jákup Mikkelsen (2009) - Petur Mohr (2009) - Aleksandar Đorđević (2010–2011) - Páll Guðlaugsson (2012–2013) - Eyðun Klakstein (2013–2014) - Mikkjal Thomassen (2015–2022) - Magne Hoseth (2023–) |

## Spieler

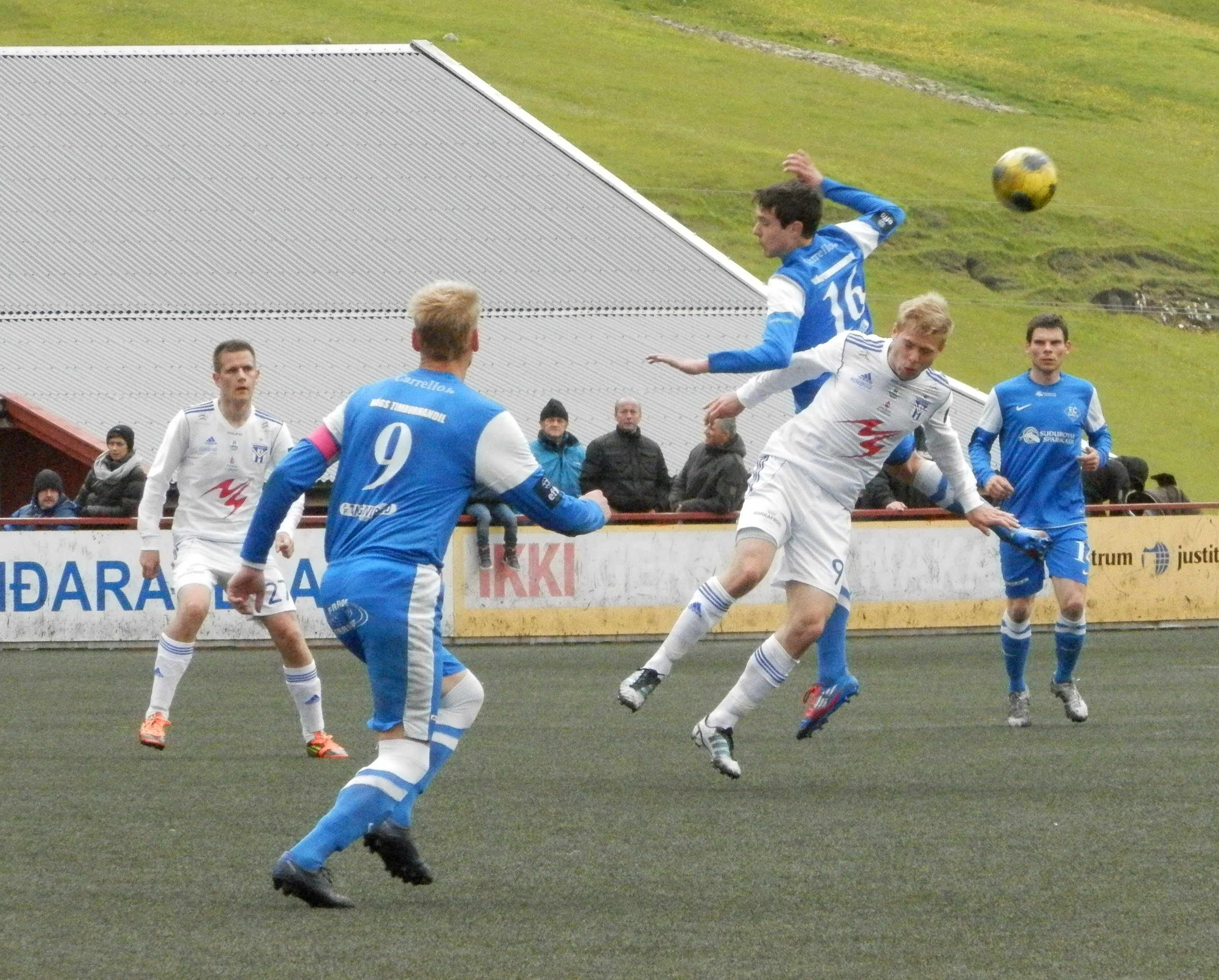
KÍ Klaksvík (weiß) im Spiel gegen FC Suðuroy (blau) 2012.

Aufgelistet sind alle Spieler, die mindestens zehn Spiele für die Nationalmannschaft absolviert haben.
| - Jan Dam (1996) - Atli Danielsen (2000–2007, 2009, 2013–2017) - Hjalgrím Elttør (1999–2003, 2005–2006, 2009, 2011–2018) - Rógvi Jacobsen (1995–2000, 2008) - Jóannes Jakobsen (1996–1998) - René Joensen (2022–) - Todi Jónsson (1989–1992, 1995, 2009) | - Páll Klettskarð (2007–2009, 2012–) - Heðin á Lakjuni (1995–2000, 2002, 2005–2009, 2012–2015) - Jákup Mikkelsen (1987–1996, 2004, 2008–2009) - Jan Allan Müller (1999) - Allan Mørkøre (1988–1997, 2002) - Kurt Mørkøre (1986–1987, 1989–1999, 2001–2002, 2005) - Súni Olsen (2016) |

Rekordspieler der ersten Liga ist Hjalgrím Elttør mit 324 Spielen. Páll Klettskarð erzielte mit 176 die meisten Tore in der Betrideildin (Stand: Ende 2023).

## Erfolge

### Titel
- 21× Färöischer Meister: 1942, 1945, 1952, 1953, 1954, 1956, 1957, 1958, 1961, 1966, 1967, 1968, 1969, 1970, 1972, 1991, 1999, 2019, 2021, 2022, 2023
- 6× Färöischer Pokalsieger: 1966, 1967, 1990, 1994, 1999, 2016
- 10× Färöischer Pokalfinalist: 1955, 1957, 1973, 1976, 1979, 1992, 1998, 2001, 2006, 2022
- 3× Färöischer Supercup: 2020, 2022, 2023
- 1× Färöischer Supercupfinalist: 2017

### Ligarekorde und Statistiken
- Höchster Heimsieg: 10:0 gegen VB Vágur (9. August 1970), 10:0 gegen TB Tvøroyri (15. August 1998)
- Höchste Heimniederlage: 1:7 gegen HB Tórshavn (3. Juni 1989)
- Höchster Auswärtssieg: 11:0 gegen B36 Tórshavn II (1948)
- Höchste Auswärtsniederlage: 0:7 gegen EB/Streymur (2. August 2009), 1:8 gegen TB Tvøroyri (19. August 1979)
- Torreichstes Spiel: KÍ Klaksvík–TB Tvøroyri 9:3 (5. Mai 1968)
- Ewige Tabelle: 2. Platz

## Europapokalbilanz
Am 24. August 1995 gewann KÍ Klaksvík als erste Mannschaft Färöers ein Europapokalspiel. Durch den Sieg über BK Häcken am 2. August 2023 qualifizierte sich der Verein als erste Mannschaft der Färöer für eine europäische Gruppenphase.
| Saison    | Wettbewerb                    | Runde                  | Gegner                 | Gesamt          | Hin     | Rück          |
| --------- | ----------------------------- | ---------------------- | ---------------------- | --------------- | ------- | ------------- |
| 1992/93   | UEFA Champions League         | Vorrunde               | Skonto Riga            | 1:6             | 1:3 (H) | 0:3 (A)       |
| 1995/96   | Europapokal der Pokalsieger   | Vorrunde               | Maccabi Haifa          | 3:6             | 0:4 (A) | 3:2 (H)       |
| 1997/98   | UEFA-Pokal                    | Vorrunde               | Újpest FC              | 2:9             | 0:6 (A) | 2:3 (H)       |
| 1999/2000 | UEFA-Pokal                    | Qualifikation          | Grazer AK              | 0:9             | 0:5 (H) | 0:4 (A)       |
| 2000/01   | UEFA Champions League         | 1. Qualifikationsrunde | Roter Stern Belgrad    | 0:5             | 0:3 (H) | 0:2 (A)       |
| 2002/03   | UEFA-Pokal                    | Qualifikation          | Újpest FC              | 2:3             | 2:2 (H) | 0:1 (A)       |
| 2003/04   | UEFA-Pokal                    | Qualifikation          | Molde FK               | 0:6             | 0:2 (H) | 0:4 (A)       |
| 2007      | UEFA Intertoto Cup            | 1. Runde               | Hammarby IF            | 1:3             | 0:1 (H) | 1:2 (A)       |
| 2017/18   | UEFA Europa League            | 1. Qualifikationsrunde | AIK Solna              | 0:5             | 0:0 (H) | 0:5 (A)       |
| 2018/19   | UEFA Europa League            | Vorqualifikation       | FC Birkirkara          | 3:2             | 1:1 (A) | 2:1 (H)       |
| 2018/19   | UEFA Europa League            | 1. Qualifikationsrunde | FK Žalgiris Vilnius    | 2:3             | 1:2 (H) | 1:1 (A)       |
| 2019/20   | UEFA Europa League            | Vorqualifikation       | SP Tre Fiori           | 9:1             | 5:1 (H) | 4:0 (A)       |
| 2019/20   | UEFA Europa League            | 1. Qualifikationsrunde | FK Riteriai            | (a)1:1(a)       | 1:1 (A) | 0:0 (H)       |
| 2019/20   | UEFA Europa League            | 2. Qualifikationsrunde | FC Luzern              | 0:2             | 0:1 (A) | 0:1 (H)       |
| 2020/21   | UEFA Champions League         | 1. Qualifikationsrunde | ŠK Slovan Bratislava   | 1               |         |               |
| 2020/21   | UEFA Champions League         | 2. Qualifikationsrunde | BSC Young Boys         | 1:3             | 1:3 (A) | 1:3 (A)       |
| 2020/21   | UEFA Europa League            | 3. Qualifikationsrunde | Dinamo Tiflis          | 6:1             | 6:1 (H) | 6:1 (H)       |
| 2020/21   | UEFA Europa League            | Play-offs              | Dundalk FC             | 1:3             | 1:3 (A) | 1:3 (A)       |
| 2021/22   | UEFA Europa Conference League | 1. Qualifikationsrunde | FK RFS                 | 5:6             | 3:2 (A) | 2:4 n. V. (H) |
| 2022/23   | UEFA Champions League         | 1. Qualifikationsrunde | FK Bodø/Glimt          | 3:4             | 0:3 (A) | 3:1 (H)       |
| 2022/23   | UEFA Europa Conference League | 2. Qualifikationsrunde | FK Sutjeska Nikšić     | 1:0             | 0:0 (A) | 1:0 (H)       |
| 2022/23   | UEFA Europa Conference League | 3. Qualifikationsrunde | KF Ballkani            | 4:4 (3:4 i. E.) | 2:3 (A) | 2:1 n. V. (H) |
| 2023/24   | UEFA Champions League         | 1. Qualifikationsrunde | Ferencváros Budapest   | 3:0             | 0:0 (H) | 3:0 (A)       |
| 2023/24   | UEFA Champions League         | 2. Qualifikationsrunde | BK Häcken              | 3:3 (4:3 i. E.) | 0:0 (H) | 3:3 n. V. (A) |
| 2023/24   | UEFA Champions League         | 3. Qualifikationsrunde | Molde FK               | 2:3             | 2:1 (H) | 0:2 n. V. (A) |
| 2023/24   | UEFA Europa League            | Play-offs              | Sheriff Tiraspol       | 2:3             | 1:1 (H) | 1:2 (A)       |
| 2023/24   | UEFA Europa Conference League | Gruppenphase           | ŠK Slovan Bratislava   | 2:4             | 1:2 (A) | 1:2 (H)       |
| 2023/24   | UEFA Europa Conference League | Gruppenphase           | Lille OSC              | 0:3             | 0:0 (H) | 0:3 (A)       |
| 2023/24   | UEFA Europa Conference League | Gruppenphase           | NK Olimpija Ljubljana  | 3:2             | 3:0 (H) | 0:2 (A)       |
| 2024/25   | UEFA Champions League         | 1. Qualifikationsrunde | FC Differdingen 03     | 2:0             | 2:0 (H) | 0:0 (A)       |
| 2024/25   | UEFA Champions League         | 2. Qualifikationsrunde | Malmö FF               | 4:6             | 1:4 (A) | 3:2 (H)       |
| 2024/25   | UEFA Europa League            | 3. Qualifikationsrunde | FK Borac Banja Luka    | 3:4             | 2:1 (H) | 1:3 n. V. (A) |
| 2024/25   | UEFA Conference League        | Play-offs              | HJK Helsinki           | 3:4             | 2:2 (H) | 1:2 (A)       |
| 2025/26   | UEFA Conference League        | 1. Qualifikationsrunde | Seinäjoen JK           | 4:1             | 2:1 (A) | 2:0 (H)       |
| 2025/26   | UEFA Conference League        | 2. Qualifikationsrunde | FK Radnički Kragujevac | 1:0             | 0:0 (A) | 1:0 (H)       |
| 2025/26   | UEFA Conference League        | 3. Qualifikationsrunde | FK Njoman Hrodna       | 2:2 (4:5 i. E.) | 2:0 (H) | 0:2 n. V. (A) |

Legende: (H) – Heimspiel, (A) – Auswärtsspiel, (N) – neutraler Platz, (a) – Auswärtstorregel, (i. E.) – im Elfmeterschießen, (n. V.) – nach Verlängerung
| Wettbewerb                    | Sp. | G  | U  | V  | T+ | T–  |
| ----------------------------- | --- | -- | -- | -- | -- | --- |
| UEFA Champions League         | 16  | 05 | 02 | 09 | 16 | 027 |
| Europapokal der Pokalsieger   | 02  | 01 | 0  | 01 | 03 | 006 |
| UEFA-Pokal/UEFA Europa League | 26  | 05 | 07 | 14 | 31 | 052 |
| UEFA Europa Conference League | 20  | 08 | 04 | 08 | 25 | 026 |
| Intertoto Cup                 | 02  | 0  | 0  | 02 | 01 | 003 |
| gesamt                        | 66  | 19 | 13 | 34 | 76 | 114 |

Rekordtorschütze im Europapokal ist Páll Klettskarð mit neun Treffern (Stand: 9. November 2023).